# Toshio Suzuki (coureur)
Toshio Suzuki (Japans: 鈴木 利男, Suzuki Toshio) (Saitama, 10 maart 1955) is een autocoureur uit Japan.
Suzuki (geen familie van Aguri) won in 1979 het Japans Formule 3-kampioenschap en reed in de jaren tachtig in de Japanse Formule 2 en Formule 3000. Pas in 1993, op 38-jarige leeftijd, maakte hij zijn debuut in de Formule 1, als hij met hulp van sponsoren een zitje bij Larrousse veroverd voor de laatste races van het jaar in Japan en Australië. Hij finisht beide keren buiten de top 10.
Suzuki was daarna vooral weer actief in Japanse raceklassen.